# Орландо Фајџиз
Орландо Фајџиз  (енгл. Orlando Figes; 20. новембар 1959) британски је писац, професор историје на Лондонском универзитету. Добитник је неколико књижевних награда за дела везана за историју Русије.
Аутор је књиге "Наташин плес: Културна историја Русије" из 2002. која је убрзо постала бестселер.

## Дела
- Сеоска Русија, грађански рат: Доживљај Поволжја током револуције, 1917-21. 1989.  0-19-822169-X
- Људска трагедија: Руска револуција 1891—1924. 1996.  0-7126-7327-X
- Соаутор са Борисом Колоницким: Интерпретација руске револуције: Значење симбола 1917. 1999.  0-300-08106-5
- Наташин плес: Културна историја Русије. 2002.  0-14-029796-0
- Шаптачи: Приватни живот у Стаљиновој Русији. 2007.  978-0-8050-7461-1.  0-8050-7461-9.  978-0-8050-7461-1.  0-8050-7461-9.